# 班公错
班公错（英文：Pangong Tso），或称班公湖，藏语名哥木克哥那喇令错或错木昂拉仁波（藏語：མཚོ་མོ་ངང་ལྷ་རིང་པོ།，威利转写：mtsho mo ngang lha ring po，THL：Tsomo Nganglha Ringpo），清朝譯潘光湖，是青藏高原西部的一座湖泊，位于中国西藏阿里地区日土县和印度拉達克中央直轄區列城县之間，中国和印度对该湖中部归属有争议，2021年的衝突後，印度和中國已完成從有爭議的喜馬拉雅山邊界部分地區的撤軍，班公湖归属维持原状。

## 地理
班公错属构造性湖泊，东西狭长，约延伸143公里，南北最宽处5公里，总面积604平方公里。该湖湖面平均海拔4241米，属内流湖，流域面积28714平方公里。由三个狭长形小湖组成，其间有沟通水道。湖最深处约57米。湖水清澈，透明度3至4米。每年结冰期6个月。该湖东部水质为淡水，西部为咸水。湖中盛产裂腹鱼。

## 名称
历史上，该湖被视为五个由河道链接的小湖泊，班公错这个名字只指最西边一半在印度的其五之一。 从西向东这些湖泊的名称分别为：Pangong Tso（班公错）、Tso Nyak、Rum Tso双湖（胡惟德译：襍尔木湖）、Nyak Tso（胡惟德译：諾和湖）。整个湖群被藏语称为前述的“錯木昂拉仁波”。
班公错来自印度的藏人拉达克语，意思是“高草原湖”。錯木昂拉仁波是藏语，各资料有相异但类似的解释——明媚而狭长的湖、长脖天鹅湖、长颈仙鹤湖。
班公错清朝译潘光湖，错木昂拉仁波清朝译索莫南列伊爾湖。

## 現況
中國和印度邊境爭議始終是兩國關係的雷區。兩國擁有邊界大約2000公里，有總面積超過12萬平方公里區域存在領土爭議，涉及西段、中段和東段三個部分。
其中，東段爭議主要是中方認可的傳統習慣分界線與中方不承認的、由英屬印度與西藏所劃的「麥克馬洪線」。這一爭議領土面積為9萬平方公里，基本由印度控制。
中段主要為錫金地區，中方認為爭議領土約2100平方公里，目前全部為印度實際控制。2021年發生的洞朗對峙就發生在這裏。
根据西藏自治区官方消息，2025年5月，日土县开展“清澈的爱，只为中国”首届环班公湖自驾边疆行活动，线路途经日土宗遗址、班公柳之乡热角村、热角沟岩画、夏达错遗址、环湖达坂制高点、原始红柳林、乌江村村史馆、乌江村班公湖码头等景点。该消息显示，在班公湖实际控制线附近已建成一座大桥可供车辆通行，故而能够完成“环湖”行驶。

## 圖集

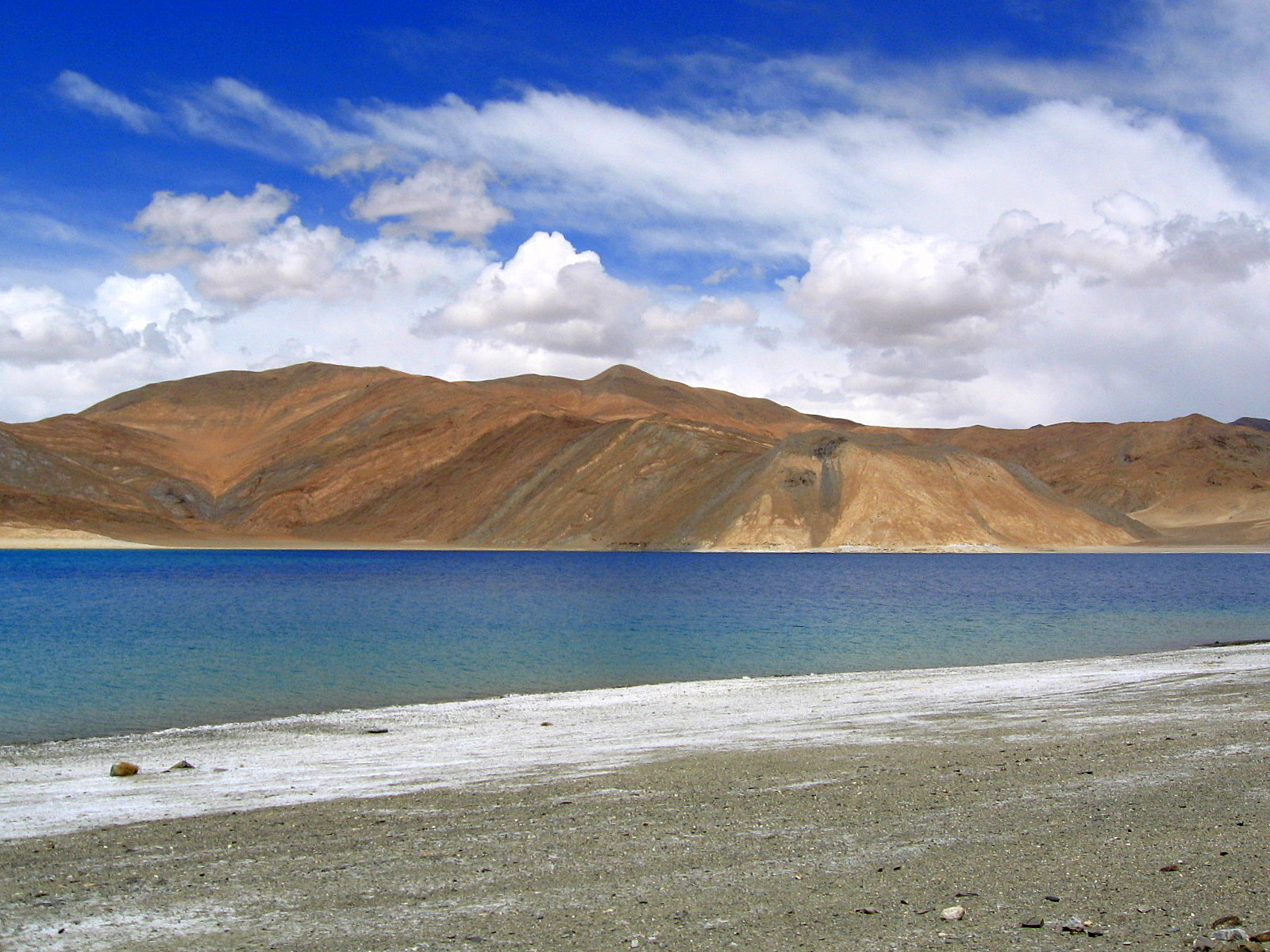
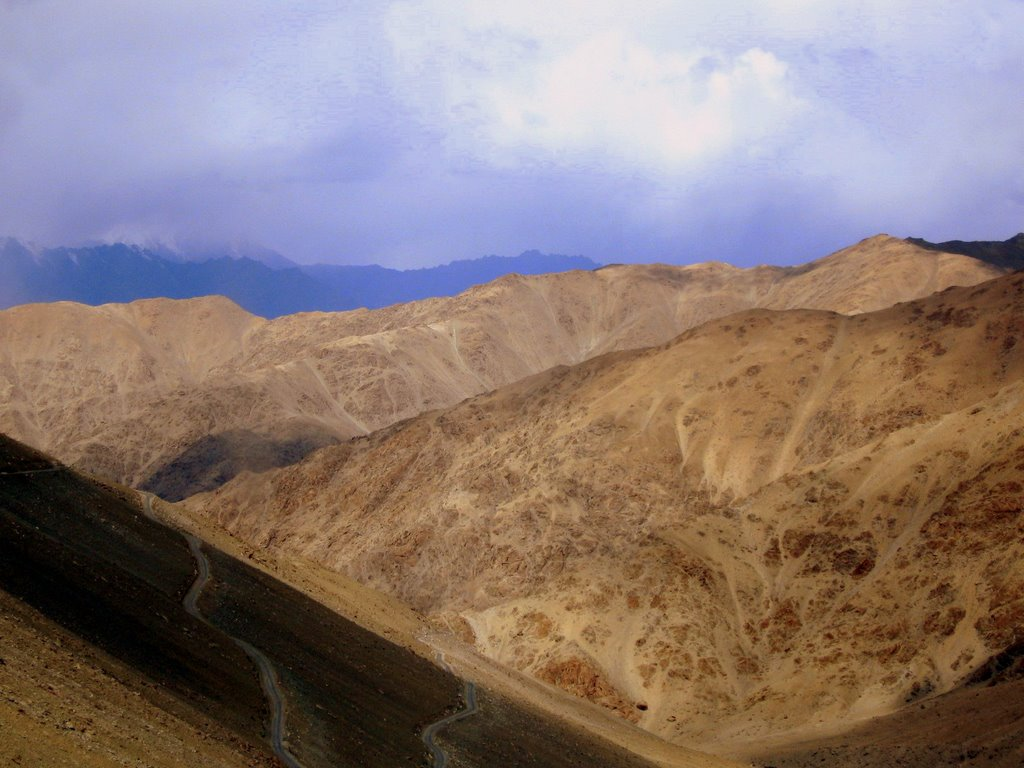
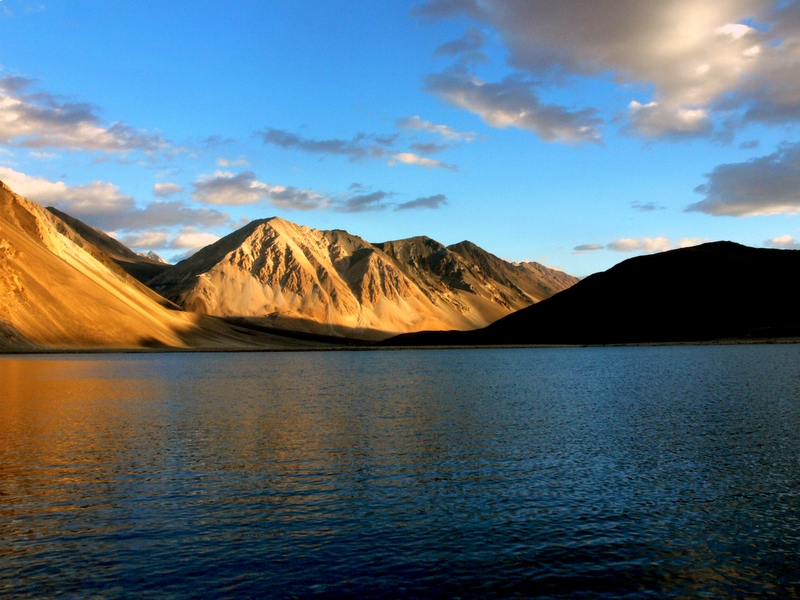
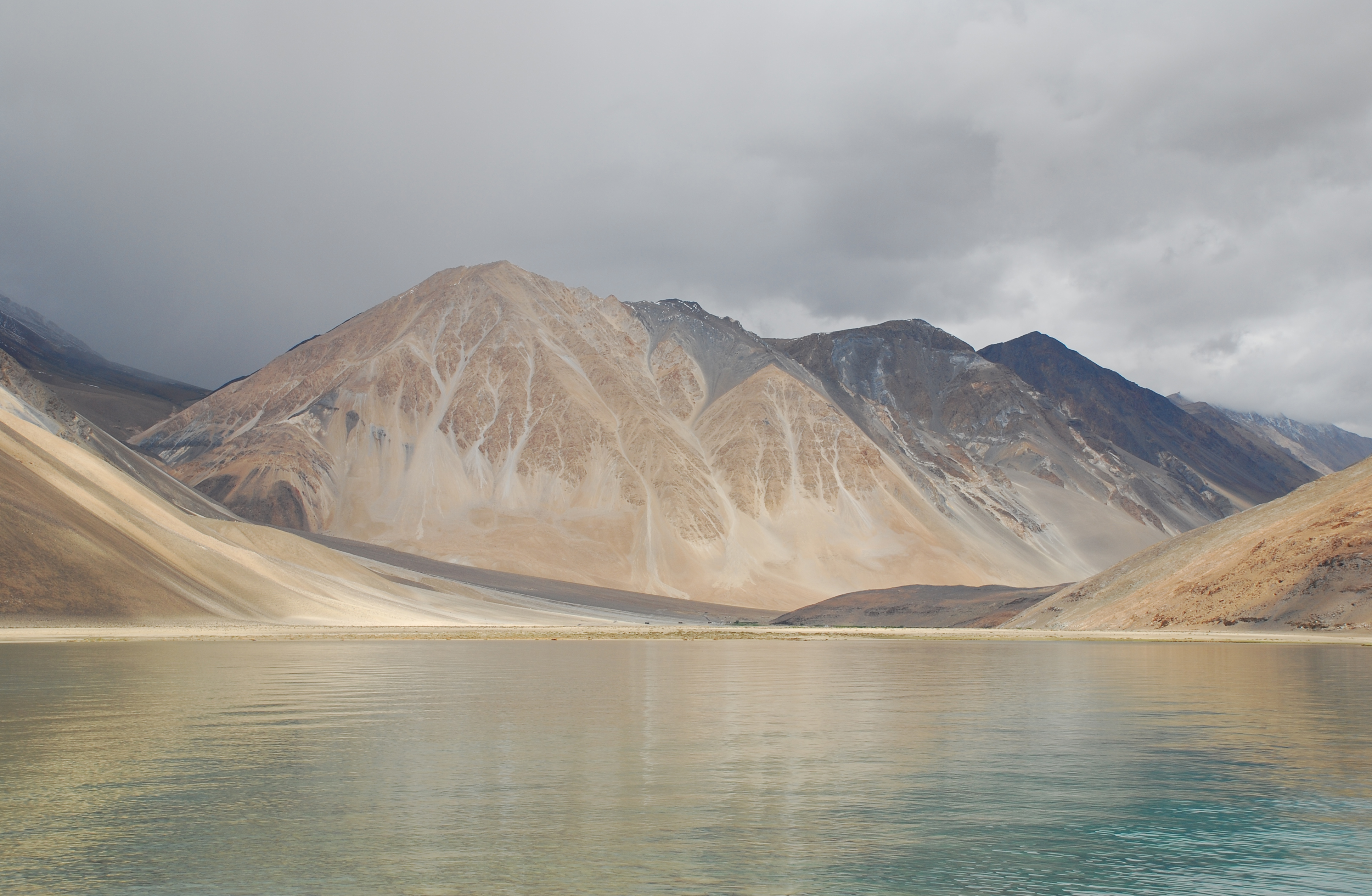
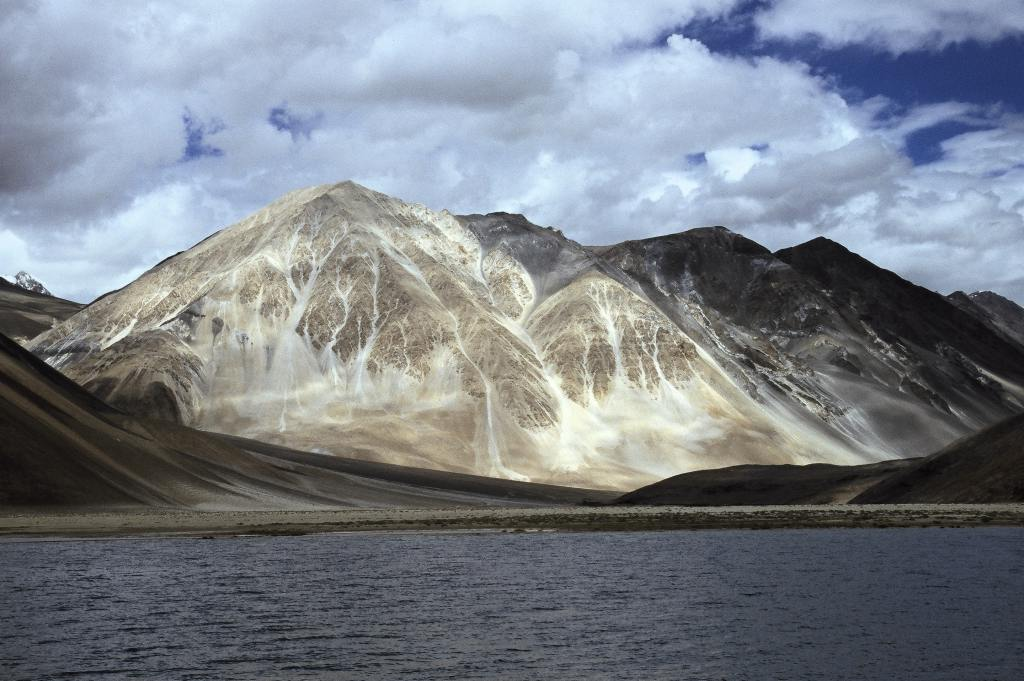
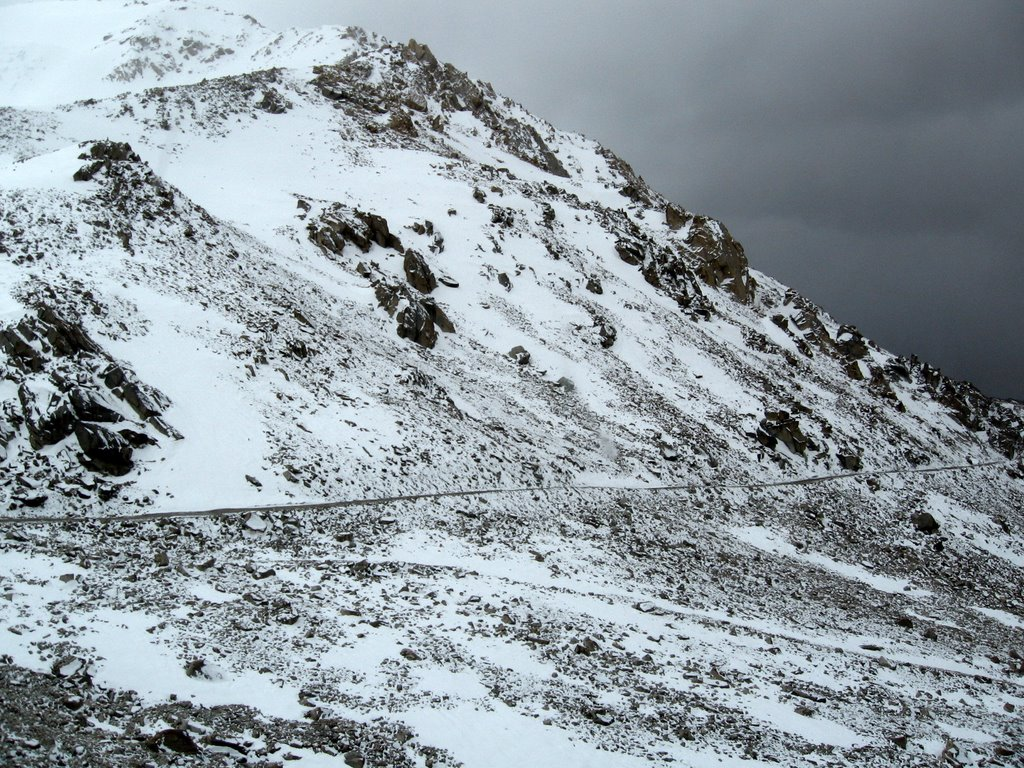
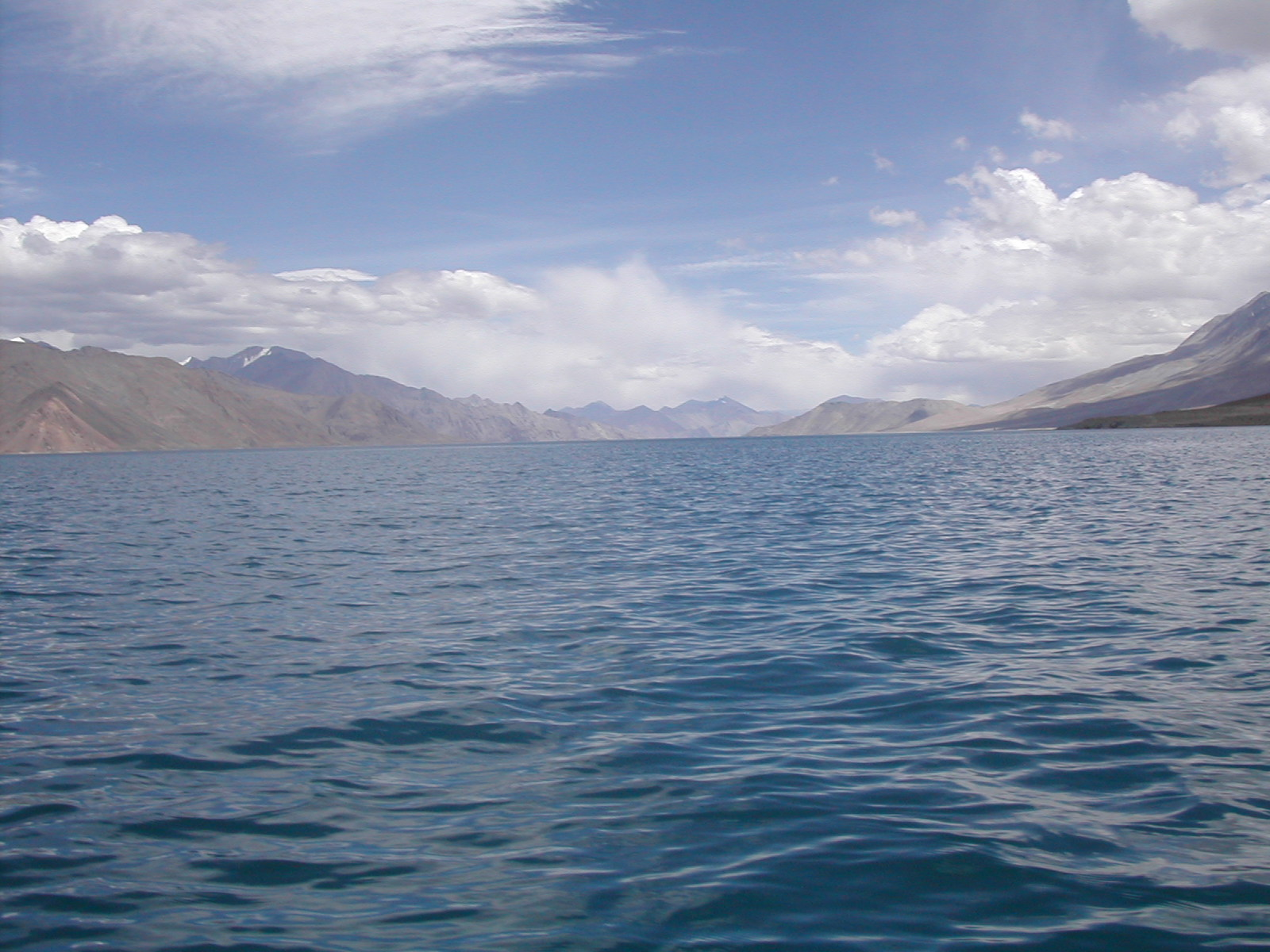
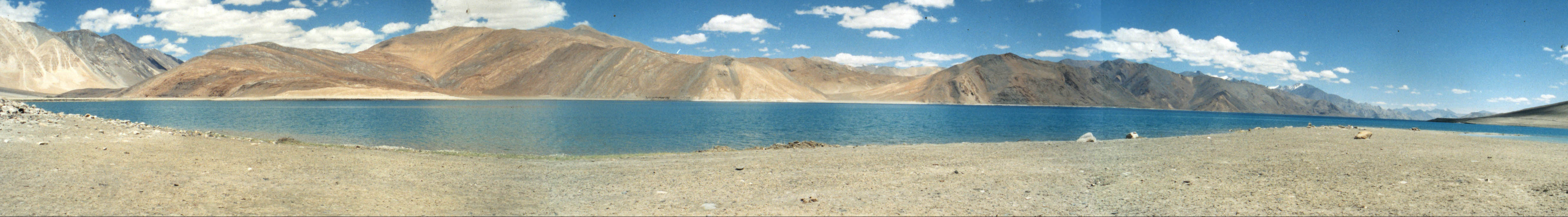
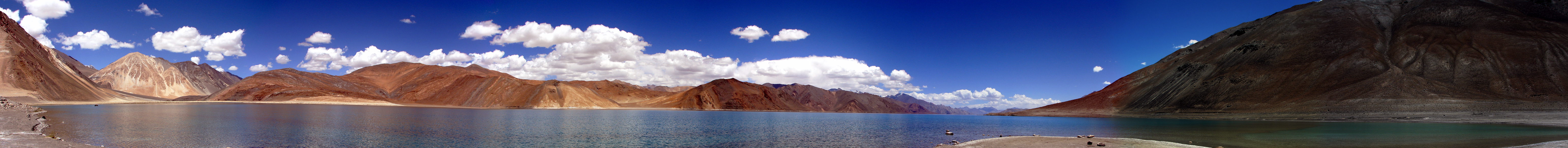
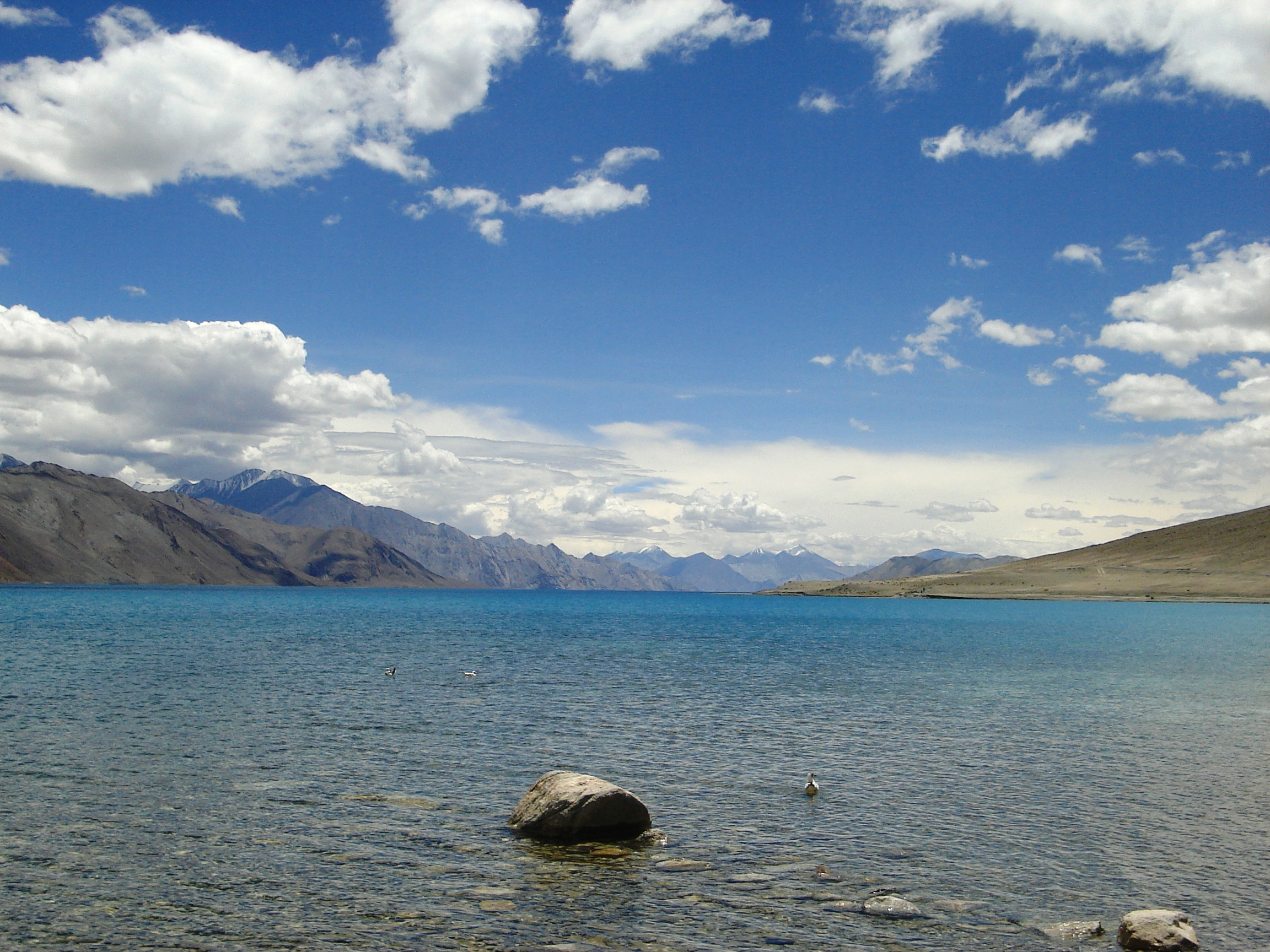
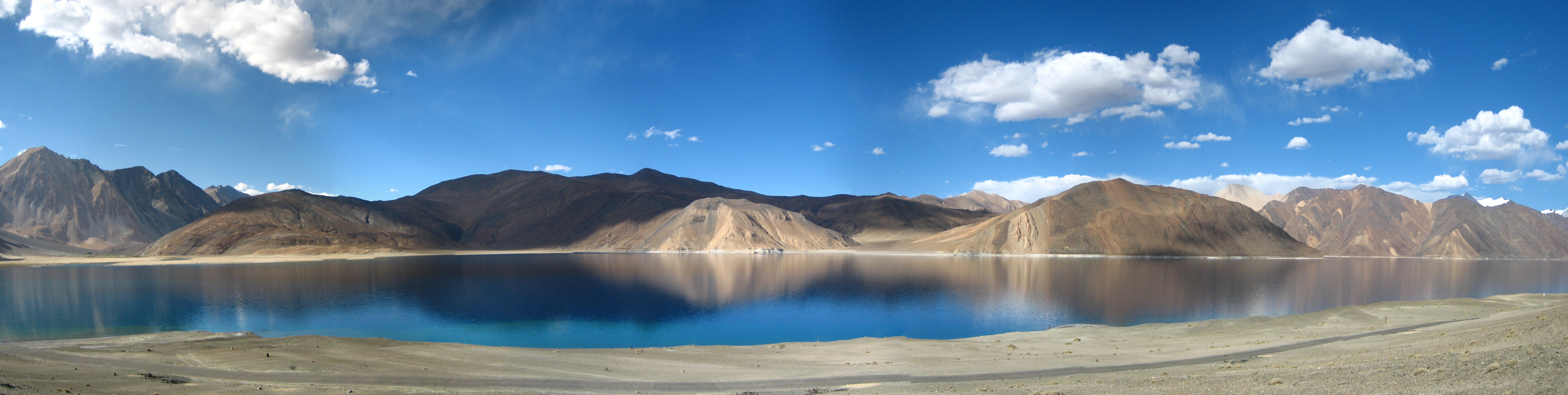